# ميخائيل ر. ماير (صحفي)
ميخائيل ر. ماير (بالإنجليزية: Michael R. Meyer)‏ هو صحفي أمريكي، ولد في 29 يناير 1952.